# Chen Lifu
Chen Lifu, ou Ch'en Li-fu (陳立夫, 21 août 1900 - 8 février 2001), est un bureaucrate et homme politique anti-communiste chinois de la République de Chine.
Chen est né à Wuxing (actuelle ville de Huzhou) au Zhejiang. En 1925, il rejoint officiellement le Kuomintang à San Francisco après avoir reçu son master en génie minier de l'université de Pittsburgh. Le 9 janvier 1926, Tchang Kaï-chek l'embauche pour devenir son secrétaire confidentiel. Chen est promu en 1927 à la tête de la section d'investigation du département de l'Organisation du Kuomintang. En 1938, il est de nouveau promu et devient ministre de l'Éducation jusqu'en 1944.
Chen Lifu est le frère cadet de Chen Guofu. Ayant une grande influence sur le gouvernement du Kuomintang, ils fondent une faction politique appelée la clique du Club central.